# Campionato europeo femminile di pallavolo 1983
Il campionato europeo femminile di pallavolo 1983 si è svolto dal 17 al 25 settembre 1983 a Cottbus, Rostock e Schwerin, nella Repubblica Democratica Tedesca: al torneo hanno partecipato dodici squadre nazionali europee e la vittoria finale è andata per la prima volta alla Germania Est.

## Qualificazioni
Al torneo hanno partecipato: la nazionale del paese organizzatore, le prime cinque nazionali classificate al campionato europeo 1981 (in questo caso si è qualificata la sesta classificata in quanto la Germania Est, quarta nella precedente edizione, è già qualificata come paese organizzatore) e sei nazionali qualificate tramite il torneo di qualificazione.

## Regolamento

### Formula
Le squadre hanno disputato una prima fase a gironi con formula del girone all'italiana; al termine della prima fase:
- Le prime due classificate di ogni girone hanno acceduto al girone per il primo posto, strutturato in un girone all'italiana.
- Le ultime due classificate di ogni girone hanno acceduto al girone per il settimo posto, strutturato in un girone all'italiana.

### Criteri di classifica
Sono stati assegnati 2 punti alla squadra vincente e 1 a quella sconfitta.
L'ordine del posizionamento in classifica è stato definito in base a:
- Punti;
- Ratio dei set vinti/persi;
- Ratio dei punti realizzati/subiti;
- Risultati degli scontri diretti.

## Squadre partecipanti
| Squadra          | Qualificazione                            | Ultima partecipazione |
| ---------------- | ----------------------------------------- | --------------------- |
| Bulgaria         | 1ª al campionato europeo 1981             | Bulgaria 1981         |
| Cecoslovacchia   | 6ª al campionato europeo 1981             | Bulgaria 1981         |
| Francia          | 2ª al torneo di qualificazione (girone B) | Francia 1979          |
| Germania Est     | Paese organizzatore                       | Bulgaria 1981         |
| Germania Ovest   | 1ª al torneo di qualificazione (girone A) | Bulgaria 1981         |
| Italia           | 1ª al torneo di qualificazione (girone B) | Bulgaria 1981         |
| Paesi Bassi      | 2ª al torneo di qualificazione (girone A) | Bulgaria 1981         |
| Polonia          | 5ª al campionato europeo 1981             | Bulgaria 1981         |
| Romania          | 1ª al torneo di qualificazione (girone C) | Bulgaria 1981         |
| Svezia           | 2ª al torneo di qualificazione (girone C) | Italia 1971           |
| Ungheria         | 3ª al campionato europeo 1981             | Bulgaria 1981         |
| Unione Sovietica | 2ª al campionato europeo 1981             | Bulgaria 1981         |

## Torneo

### Fase a gironi
| Girone A       | Girone B         | Girone C     |
| -------------- | ---------------- | ------------ |
| Bulgaria       | Cecoslovacchia   | Germania Est |
| Francia        | Paesi Bassi      | Italia       |
| Germania Ovest | Romania          | Svezia       |
| Polonia        | Unione Sovietica | Ungheria     |

#### Girone A

##### Risultati
| 17 settembre 1983 ?, Schwerin Durata: ? - Spettatori: ? | Germania Ovest | 3 - 1 | Polonia        | 15-10, 17-15, 4-15, 15-5        |
| 17 settembre 1983 ?, Schwerin Durata: ? - Spettatori: ? | Bulgaria       | 3 - 0 | Francia        | 15-13, 15-4, 15-7               |
| 18 settembre 1983 ?, Schwerin Durata: ? - Spettatori: ? | Bulgaria       | 3 - 0 | Germania Ovest | 15-8, 15-10, 15-11              |
| 18 settembre 1983 ?, Schwerin Durata: ? - Spettatori: ? | Polonia        | 3 - 1 | Francia        | 15-8, 15-13, 13-15, 15-2        |
| 19 settembre 1983 ?, Schwerin Durata: ? - Spettatori: ? | Germania Ovest | 3 - 0 | Francia        | 15-11, 15-5, 15-2               |
| 19 settembre 1983 ?, Schwerin Durata: ? - Spettatori: ? | Polonia        | 3 - 2 | Bulgaria       | 15-11, 13-15, 15-9, 9-15, 15-11 |

##### Classifica
| Pos. | Squadra        | Pt | G | V | P | SV | SP | Ratio | PF  | PS  | Ratio |
| ---- | -------------- | -- | - | - | - | -- | -- | ----- | --- | --- | ----- |
| 1.   | Bulgaria       | 5  | 3 | 2 | 1 | 8  | 3  | 2,666 | 151 | 120 | 1,258 |
| 2.   | Germania Ovest | 5  | 3 | 2 | 1 | 6  | 4  | 1,500 | 125 | 108 | 1,157 |
| 3.   | Polonia        | 5  | 3 | 2 | 1 | 7  | 6  | 1,166 | 170 | 150 | 1,133 |
| 4.   | Francia        | 3  | 3 | 0 | 3 | 1  | 9  | 0,111 | 80  | 148 | 0,540 |

      Qualificata al girone per il primo posto.
      Qualificata al girone per il settimo posto.

#### Girone B

##### Risultati
| 17 settembre 1983 ?, Cottbus Durata: ? - Spettatori: ? | Unione Sovietica | 3 - 1 | Romania        | 15-3, 8-15, 15-5, 15-5    |
| 17 settembre 1983 ?, Cottbus Durata: ? - Spettatori: ? | Cecoslovacchia   | 3 - 0 | Paesi Bassi    | 15-1, 15-4, 15-6          |
| 18 settembre 1983 ?, Cottbus Durata: ? - Spettatori: ? | Romania          | 3 - 0 | Cecoslovacchia | 15-9, 15-12, 15-8         |
| 18 settembre 1983 ?, Cottbus Durata: ? - Spettatori: ? | Unione Sovietica | 3 - 0 | Paesi Bassi    | 15-4, 15-8, 15-5          |
| 19 settembre 1983 ?, Cottbus Durata: ? - Spettatori: ? | Romania          | 3 - 1 | Paesi Bassi    | 15-17, 16-14, 15-7, 16-14 |
| 19 settembre 1983 ?, Cottbus Durata: ? - Spettatori: ? | Unione Sovietica | 3 - 0 | Cecoslovacchia | 15-4, 16-14, 15-5         |

##### Classifica
| Pos. | Squadra          | Pt | G | V | P | SV | SP | Ratio | PF  | PS  | Ratio |
| ---- | ---------------- | -- | - | - | - | -- | -- | ----- | --- | --- | ----- |
| 1.   | Unione Sovietica | 6  | 3 | 3 | 0 | 9  | 1  | 9,000 | 144 | 68  | 2,117 |
| 2.   | Romania          | 5  | 3 | 2 | 1 | 7  | 4  | 1,750 | 135 | 134 | 1,007 |
| 3.   | Cecoslovacchia   | 4  | 3 | 1 | 2 | 3  | 6  | 0,500 | 97  | 102 | 0,951 |
| 4.   | Paesi Bassi      | 3  | 3 | 0 | 3 | 1  | 9  | 0,111 | 80  | 152 | 0,526 |

      Qualificata al girone per il primo posto.
      Qualificata al girone per il settimo posto.

#### Girone C

##### Risultati
| 17 settembre 1983 ?, Rostock Durata: ? - Spettatori: ? | Germania Est | 3 - 0 | Italia   | 15-7, 16-14, 15-5   |
| 17 settembre 1983 ?, Rostock Durata: ? - Spettatori: ? | Ungheria     | 3 - 0 | Svezia   | 15-4, 15-0, 15-2    |
| 18 settembre 1983 ?, Rostock Durata: ? - Spettatori: ? | Ungheria     | 3 - 0 | Italia   | 15-11, 15-6, 15-3   |
| 18 settembre 1983 ?, Rostock Durata: ? - Spettatori: ? | Germania Est | 3 - 0 | Svezia   | 15-6, 15-3, 15-5    |
| 19 settembre 1983 ?, Rostock Durata: ? - Spettatori: ? | Germania Est | 3 - 0 | Ungheria | 15-10, 15-10, 15-10 |
| 19 settembre 1983 ?, Rostock Durata: ? - Spettatori: ? | Italia       | 3 - 0 | Svezia   | 15-8, 15-6, 15-12   |

##### Classifica
| Pos. | Squadra      | Pt | G | V | P | SV | SP | Ratio | PF  | PS  | Ratio |
| ---- | ------------ | -- | - | - | - | -- | -- | ----- | --- | --- | ----- |
| 1.   | Germania Est | 6  | 3 | 3 | 0 | 9  | 0  | MAX   | 136 | 70  | 1,942 |
| 2.   | Ungheria     | 5  | 3 | 2 | 1 | 6  | 3  | 2,000 | 120 | 71  | 1,690 |
| 3.   | Italia       | 4  | 3 | 1 | 2 | 3  | 6  | 0,500 | 91  | 117 | 0,777 |
| 4.   | Svezia       | 3  | 3 | 0 | 3 | 0  | 9  | 0,000 | 46  | 135 | 0,340 |

      Qualificata al girone per il primo posto.
      Qualificata al girone per il settimo posto.

### Fase finale

#### Girone 1º posto

##### Risultati
| 21 settembre 1983 ?, Rostock Durata: ? - Spettatori: ? | Bulgaria         | 3 - 0 | Germania Ovest   | 15-8, 15-10, 15-11             |
| 21 settembre 1983 ?, Rostock Durata: ? - Spettatori: ? | Unione Sovietica | 3 - 1 | Romania          | 15-3, 8-15, 15-5, 15-5         |
| 21 settembre 1983 ?, Rostock Durata: ? - Spettatori: ? | Germania Est     | 3 - 0 | Ungheria         | 15-10, 15-10, 15-10            |
| 22 settembre 1983 ?, Rostock Durata: ? - Spettatori: ? | Ungheria         | 3 - 0 | Bulgaria         | 15-1, 15-7, 15-9               |
| 22 settembre 1983 ?, Rostock Durata: ? - Spettatori: ? | Germania Est     | 3 - 0 | Romania          | 15-3, 15-5, 15-7               |
| 22 settembre 1983 ?, Rostock Durata: ? - Spettatori: ? | Unione Sovietica | 3 - 0 | Germania Ovest   | 15-7, 16-14, 15-4              |
| 23 settembre 1983 ?, Rostock Durata: ? - Spettatori: ? | Ungheria         | 3 - 0 | Romania          | 16-14, 15-13, 15-4             |
| 23 settembre 1983 ?, Rostock Durata: ? - Spettatori: ? | Unione Sovietica | 3 - 1 | Bulgaria         | 13-15, 15-8, 15-5, 15-10       |
| 23 settembre 1983 ?, Rostock Durata: ? - Spettatori: ? | Germania Est     | 3 - 1 | Germania Ovest   | 15-10, 15-8, 14-16, 15-6       |
| 24 settembre 1983 ?, Rostock Durata: ? - Spettatori: ? | Germania Ovest   | 3 - 1 | Romania          | 15-1, 14-16, 15-13, 15-2       |
| 24 settembre 1983 ?, Rostock Durata: ? - Spettatori: ? | Germania Est     | 3 - 2 | Bulgaria         | 15-6, 12-15, 11-15, 15-9, 15-9 |
| 24 settembre 1983 ?, Rostock Durata: ? - Spettatori: ? | Unione Sovietica | 3 - 2 | Ungheria         | 8-15, 3-15, 15-13, 15-8, 15-6  |
| 25 settembre 1983 ?, Rostock Durata: ? - Spettatori: ? | Bulgaria         | 3 - 0 | Romania          | 15-12, 15-13, 15-7             |
| 25 settembre 1983 ?, Rostock Durata: ? - Spettatori: ? | Ungheria         | 3 - 0 | Germania Ovest   | 15-11, 15-7, 15-10             |
| 25 settembre 1983 ?, Rostock Durata: ? - Spettatori: ? | Germania Est     | 3 - 2 | Unione Sovietica | 6-15, 11-15, 15-8, 15-3, 16-14 |

##### Classifica
| Pos. | Squadra          | Pt | G | V | P | SV | SP | Ratio | PF  | PS  | Ratio |
| ---- | ---------------- | -- | - | - | - | -- | -- | ----- | --- | --- | ----- |
| 1.   | Germania Est     | 10 | 5 | 5 | 0 | 15 | 5  | 3,000 | 280 | 194 | 1,443 |
| 2.   | Unione Sovietica | 9  | 5 | 4 | 1 | 14 | 7  | 2,000 | 268 | 211 | 1,270 |
| 3.   | Ungheria         | 8  | 5 | 3 | 2 | 11 | 6  | 1,833 | 223 | 177 | 1,259 |
| 4.   | Bulgaria         | 7  | 5 | 2 | 3 | 9  | 9  | 1,000 | 199 | 232 | 0,857 |
| 5.   | Germania Ovest   | 6  | 5 | 1 | 4 | 4  | 13 | 0,307 | 181 | 227 | 0,797 |
| 6.   | Romania          | 5  | 5 | 0 | 5 | 2  | 15 | 0,133 | 138 | 248 | 0,556 |

#### Girone 7º posto

##### Risultati
| 21 settembre 1983 ?, Cottbus Durata: ? - Spettatori: ? | Polonia        | 3 - 1 | Francia        | 15-8, 15-13, 13-15, 15-2        |
| 21 settembre 1983 ?, Cottbus Durata: ? - Spettatori: ? | Cecoslovacchia | 3 - 0 | Paesi Bassi    | 15-1, 15-4, 15-6                |
| 21 settembre 1983 ?, Cottbus Durata: ? - Spettatori: ? | Italia         | 3 - 0 | Svezia         | 15-8, 15-6, 15-12               |
| 22 settembre 1983 ?, Cottbus Durata: ? - Spettatori: ? | Cecoslovacchia | 3 - 1 | Svezia         | 14-16, 15-6, 15-11, 16-4        |
| 22 settembre 1983 ?, Cottbus Durata: ? - Spettatori: ? | Italia         | 3 - 1 | Francia        | 15-7, 15-10, 11-15, 15-12       |
| 22 settembre 1983 ?, Cottbus Durata: ? - Spettatori: ? | Polonia        | 3 - 0 | Paesi Bassi    | 15-4, 15-9, 15-3                |
| 23 settembre 1983 ?, Cottbus Durata: ? - Spettatori: ? | Cecoslovacchia | 3 - 0 | Italia         | 15-8, 15-5, 15-4                |
| 23 settembre 1983 ?, Cottbus Durata: ? - Spettatori: ? | Polonia        | 3 - 0 | Svezia         | 15-9, 15-6, 15-6                |
| 23 settembre 1983 ?, Cottbus Durata: ? - Spettatori: ? | Francia        | 3 - 1 | Paesi Bassi    | 15-11, 15-13, 13-15, 15-7       |
| 24 settembre 1983 ?, Cottbus Durata: ? - Spettatori: ? | Italia         | 3- 0  | Polonia        | 15-7, 15-7, 15-13               |
| 24 settembre 1983 ?, Cottbus Durata: ? - Spettatori: ? | Paesi Bassi    | 3 - 0 | Svezia         | 15-5, 15-11, 15-3               |
| 24 settembre 1983 ?, Cottbus Durata: ? - Spettatori: ? | Cecoslovacchia | 3 - 2 | Francia        | 15-17, 15-8, 15-4, 10-15, 15-4  |
| 25 settembre 1983 ?, Cottbus Durata: ? - Spettatori: ? | Italia         | 3 - 0 | Paesi Bassi    | 15-12, 15-10, 15-12             |
| 25 settembre 1983 ?, Cottbus Durata: ? - Spettatori: ? | Francia        | 3 - 1 | Svezia         | 15-11, 11-15, 15-7, 15-2        |
| 25 settembre 1983 ?, Cottbus Durata: ? - Spettatori: ? | Polonia        | 3 - 2 | Cecoslovacchia | 15-13, 10-15, 7-15, 15-9, 17-15 |

##### Classifica
| Pos. | Squadra        | Pt | G | V | P | SV | SP | Ratio | PF  | PS  | Ratio |
| ---- | -------------- | -- | - | - | - | -- | -- | ----- | --- | --- | ----- |
| 1.   | Italia         | 9  | 5 | 4 | 1 | 12 | 4  | 3,000 | 208 | 176 | 1,181 |
| 2.   | Cecoslovacchia | 9  | 5 | 4 | 1 | 14 | 6  | 2,333 | 287 | 177 | 1,621 |
| 3.   | Polonia        | 9  | 5 | 4 | 1 | 12 | 6  | 2,000 | 239 | 187 | 1,278 |
| 4.   | Francia        | 7  | 5 | 2 | 3 | 10 | 11 | 0,909 | 244 | 265 | 0,920 |
| 5.   | Paesi Bassi    | 6  | 5 | 1 | 4 | 4  | 12 | 0,333 | 152 | 212 | 0,717 |
| 6.   | Svezia         | 5  | 5 | 0 | 5 | 2  | 15 | 0,133 | 138 | 251 | 0,549 |

## Classifica finale
| Pos     | Squadra          |
| ------- | ---------------- |
| Oro     | Germania Est     |
| Argento | Unione Sovietica |
| Bronzo  | Ungheria         |
| 4       | Bulgaria         |
| 5       | Germania Ovest   |
| 6       | Romania          |
| 7       | Italia           |
| 8       | Cecoslovacchia   |
| 9       | Polonia          |
| 10      | Francia          |
| 11      | Paesi Bassi      |
| 12      | Svezia           |

|  |  |  |  | campionato europeo 1985. |

|  | Qualificata ai Giochi della XXIII Olimpiade e al campionato europeo 1985. |